# 中华绒球蟹
中华绒球蟹（学名：Doclea sinensis）为蜘蛛蟹科绒球蟹属的动物。在中国大陆，分布于海南岛、广西、福建等地，生活环境为海水，一般栖息于河口或沿岸带泥底。
其种加词“sinensis”意为“中华的”。